# Courcelles (stacja metra)
Courcelles - stacja linii nr 2 metra  w Paryżu. Stacja znajduje się pomiędzy 17. a 8. dzielnicą Paryża.  Została otwarta 7 października 1902 r.